# Rune Stordal
Rune Stordal, né le 8 avril 1979 à Bergen, est un patineur de vitesse norvégien. 
Son seul succès international est son titre mondial du 1 500 m obtenu en 2005.

## Palmarès

### Championnats du monde
- Médaille d'or en 2005 sur le 1 500 m.